# 밀양 만어사 석조여래좌상
밀양 만어사 석조여래좌상(密陽 萬魚寺 石造如來坐像)은 대한민국 경상남도 밀양시 삼랑진읍 만어사에 있는 불상이다. 2019년 8월 1일 경상남도의 문화재자료 제657호로 지정되었다.

## 지정 사유
『밀양 만어사 석조여래좌상』은 17세기 후반에 활동한 조각승 승호가 제작한 불석제 불상의 특징을 가지고 있으며 양식적인 특징을 통해 조각승의 계보 혹은 유파는 물론 활동과 제작기법 등 조선후기 석조불상의 흐름을 파악할 수 있는 중요한 자료이므로 경상남도 문화재자료로 지정한다.

## 참고 문헌
- 밀양 만어사 석조여래좌상 - 국가유산청 국가유산포털